# Rhacophorus puerensis
Espèce
Synonymes
- Polypedates puerensis He, 1999

Statut de conservation UICN

 DD  : Données insuffisantes
Rhacophorus puerensis est une espèce d'amphibiens de la famille des Rhacophoridae.

## Répartition
Cette espèce est endémique de l'Ouest du Yunnan en République populaire de Chine,.

## Étymologie
Son nom d'espèce, composé de puer et du suffixe latin -ensis, « qui vit dans, qui habite », lui a été donné en référence au lieu de sa découverte, la ville de Pu'er.

## Publication originale
- He, 1999 : A new species of the family Rhacophoridae from Yunnan-Polypedates puerensis. Sichuan Journal of Zoology, vol. 18, no 3, p. 99-100.